# Stéphane Charbonnier

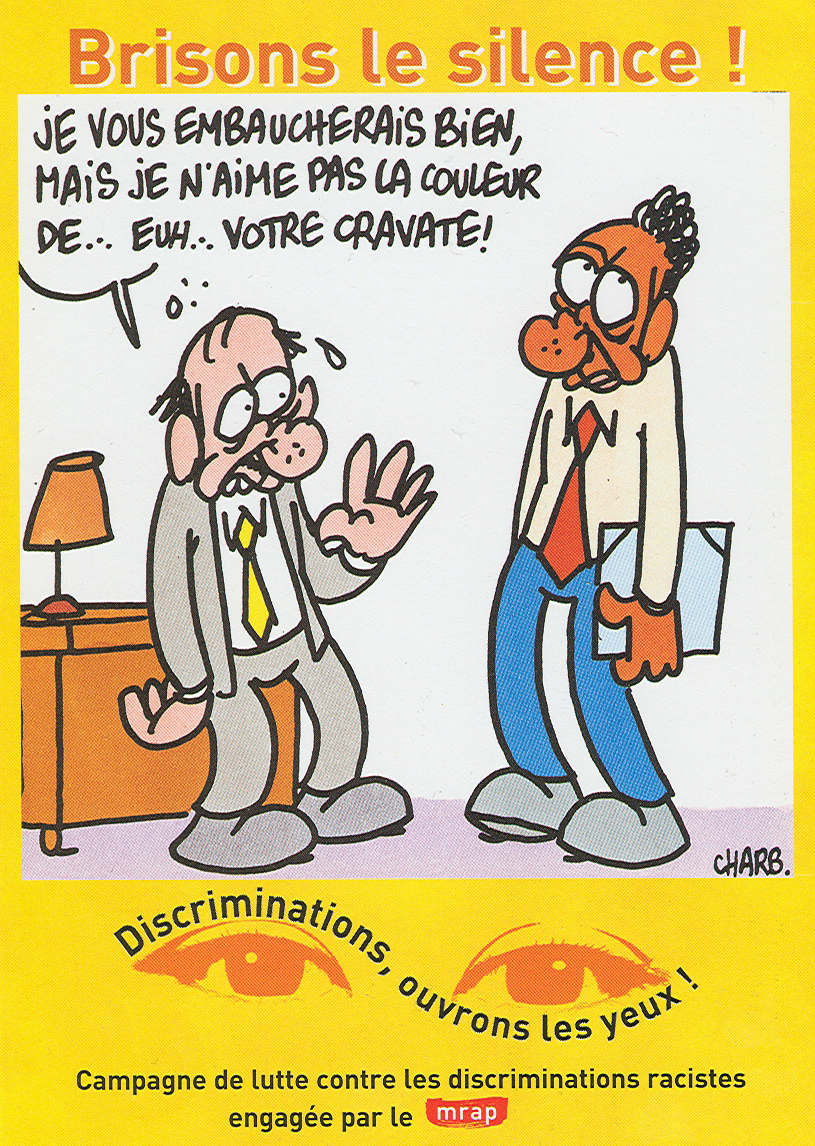
Vykort mot diskrimineringar

Stéphane Charbonnier, känd som Charb [ʃɑʁb], född 21 augusti 1967 i Conflans-Sainte-Honorine i Yvelines i Frankrike, död 7 januari 2015 i Paris, var en fransk karikatyrtecknare och journalist, mest känd som redaktör för tidningen Charlie Hebdo.
Stéphane Charbonnier var son till en tekniker vid franska post- och televerket. Han publicerade sin första teckningar i skoltidningen vid Collège des Louvrais i Pontoise. Efter studentexamen 1987 började han på en tvåårig högskola för journalistert, men slutade för att ägna sig åt tecknande för bland andra fanzinen Canicule.
År 1991 arbetade han för den satiriska veckotidskriften La Grosse Bertha, som hade grundats av Jean-Cyrille Godefroy under Kuwaitkriget. Året därpå följde han med Philippe Val och Cabu till den återlanserade Charlie Hebdo. Charbs teckningar publicerades också i andra tidskrifter som  L'Écho des savanes, Télérama, Mon Quotidien och L'Humanité och han skrev också en veckokrönika för Fluide glacial.
År 2009 efterträdde Charb Philippe Val och blev huvudredaktör för Charlie Hebdo. År 2012 dödshotades han efter att ha återpublicerat karikatyrer av profeten Muhammed från Jyllands-Posten. Han mördades i attentatet mot Charlie Hebdo 2015.